# NGC 1356
NGC 1356 je galaksija u zviježđu Sat.

## Vanjske poveznice
- SEDS: NGC 1356